# Lugard Road
Lugard Road (盧吉道) est une rue de Hong Kong situé à Pic Victoria et nommée d'après Frederick Lugard, gouverneur de Hong Kong de 1907 à 1912. Située à quelque 400 mètres au-dessus du niveau de la mer, la route est un sentier de randonnée populaire qui fait partie du Hong Kong Trail (en), et est célèbre pour sa vue spectaculaire sur Victoria Harbour.

## Description
Lugard Road se trouve à environ 400 m au-dessus du niveau de la mer.Il s'agit d'une route semi-circulaire de 2,4 kilomètres sur le pic Victoria qui suit principalement les contours de la colline, reliant Victoria Gap (en) à l'est jusqu'au croisement de Hatton Road (en) et Harlech Road (en) à l'ouest,. En joignant Harlech Road sans délimitation à sa fin, un circuit est formé autour du pic. Lugard Road est la section initiale de l'étape 1 du Hong Kong Trail (en) de 50 kilomètres,. Une grande partie de la rue est protégée du soleil par une couverture d'arbre dense et diverses plantes tropicales peuvent être trouvées le long. Les vues de Hong Kong depuis Lugard Road sont décrites de diverses manières dans les guides de voyage comme étant « étonnantes » et « spectaculaires »,,.
La route mesure environ 3 mètres de large dans sa plus grande largeur et moins de 2 mètres dans sa plus étroite et, bien que n'étant pas entièrement piétonne, les véhicules sont interdits,. Les permis d'utiliser cette route ne sont délivrés qu'aux résidents pour l'accès à leurs propriétés.

## Histoire

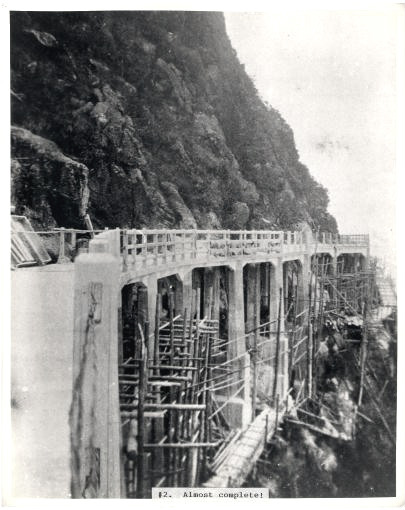
Section sur pilotis de Lugard Road en phase finale d'achèvement (vers 1921).

La route porte le nom de Frederick Lugard, gouverneur de Hong Kong de 1907 à 1912,.
Le département des travaux publics lance un appel d'offres scellé avant le 2 juin 1913 pour former une section de route de Victoria Gap à High West Gap. Le coût de l'ensemble de la route de 2,462 km, dont la construction est rendue difficile par la « nature rocheuse et escarpée de la colline », est estimé à 55 000 HK$.Dans son rapport annuel de 1913, le département des travaux publics note que 11 373 HK$ a été dépensés pour la section de 860 mètres achevée au cours de l'année.

« […] la route sera principalement utilisée comme promenade, une magnifique vue panoramique sur la ville, le port et les environs pouvant être obtenue. À partir de Victoria Gap, la route contourne le flanc de la colline sous les casernes du mont Austin, étant pratiquement de niveau jusqu'à ce qu'elle atteigne un point en dessous de Bishop's Lodge, d'où elle continue vers l'ouest avec une pente ascendante de 1 sur 18 jusqu'à la fin de la première section. Elle mesure 8 pieds de largeur et est généralement taillée à flanc de colline. À certains endroits, il a été nécessaire de construire des murs de soutènement afin d'éviter des coupes excessives ou d'améliorer le tracé de la route »

La construction est interrompue par la Première Guerre mondiale. La section suivante construite après la guerre, pour rejoindre la route existante avec Harlech Road, est décrite comme ayant « une largeur minimale de 8 pieds partout avec une pente maximale de 1 sur 20 ». Elle comprend « 1 448 pieds linéaires de platelage et de poutres en béton armé portés sur 87 piliers en béton de ciment, 1 543 pieds linéaires de murs de soutènement en moellons et 1 859 pieds linéaires de bancs à flanc de colline ». En 1920, le directeur des travaux publics signale que tous les travaux de pilier importants pour le pontage, les murs de soutènement en moellons, la coupe et la canalisation pour cette section ont été achevés. Le terrain escarpé ralentit la progression et les défis incluent « de nombreux rochers dangereux, pesant jusqu'à 45 tonnes chacun », qui doivent être enlevés. À la fin de cette année, tout ce qui reste à faire est « une petite quantité de travail consistant principalement en tablier de pont, garde-corps et revêtement routier ».
La construction est achevée en mars 1921, le coût total du projet étant de 88 165 HK$.

## Maisons

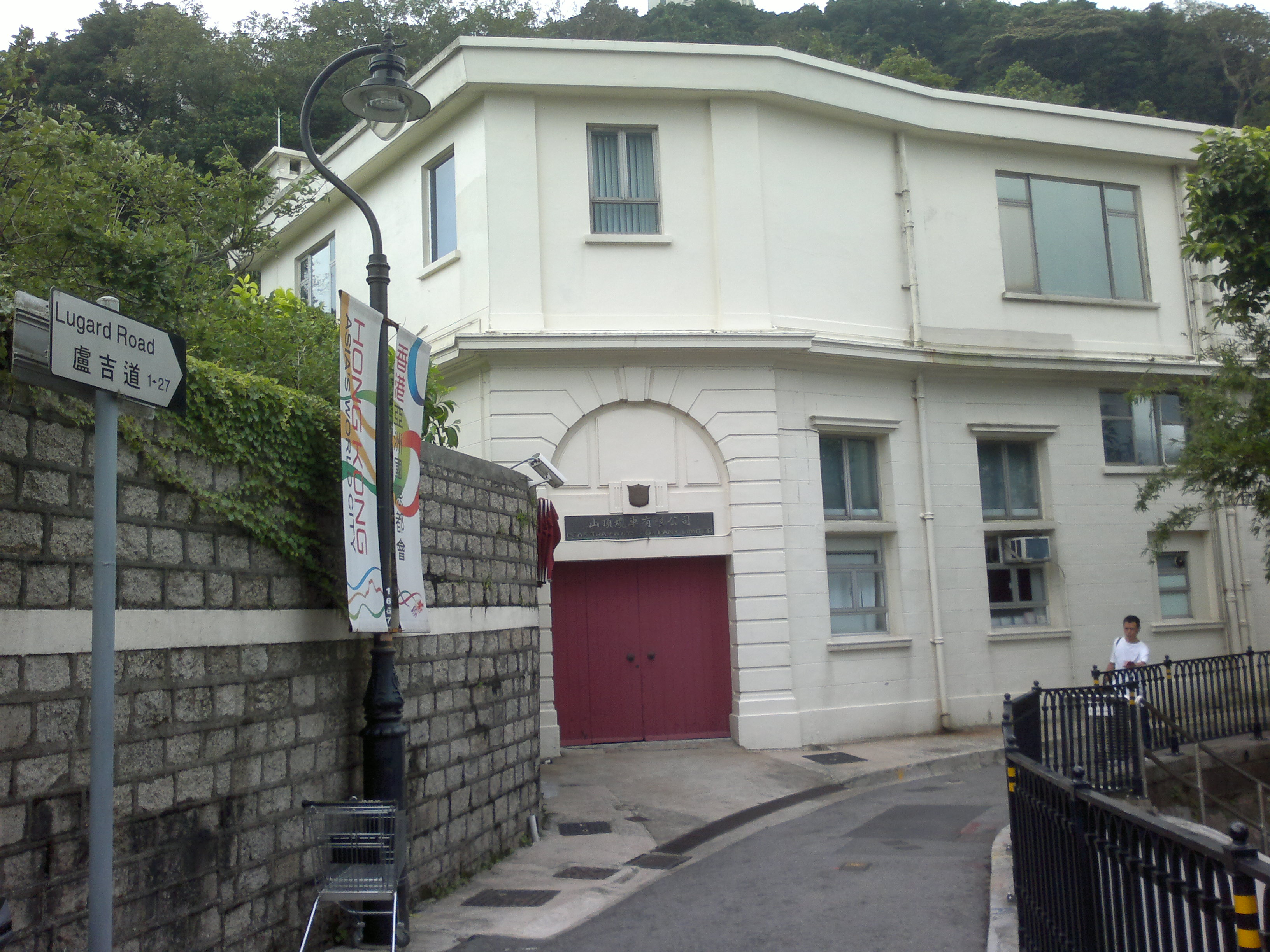
Début de Lugard Road, à côté de et de : le bâtiment blanc est le 1 Lugard Road.

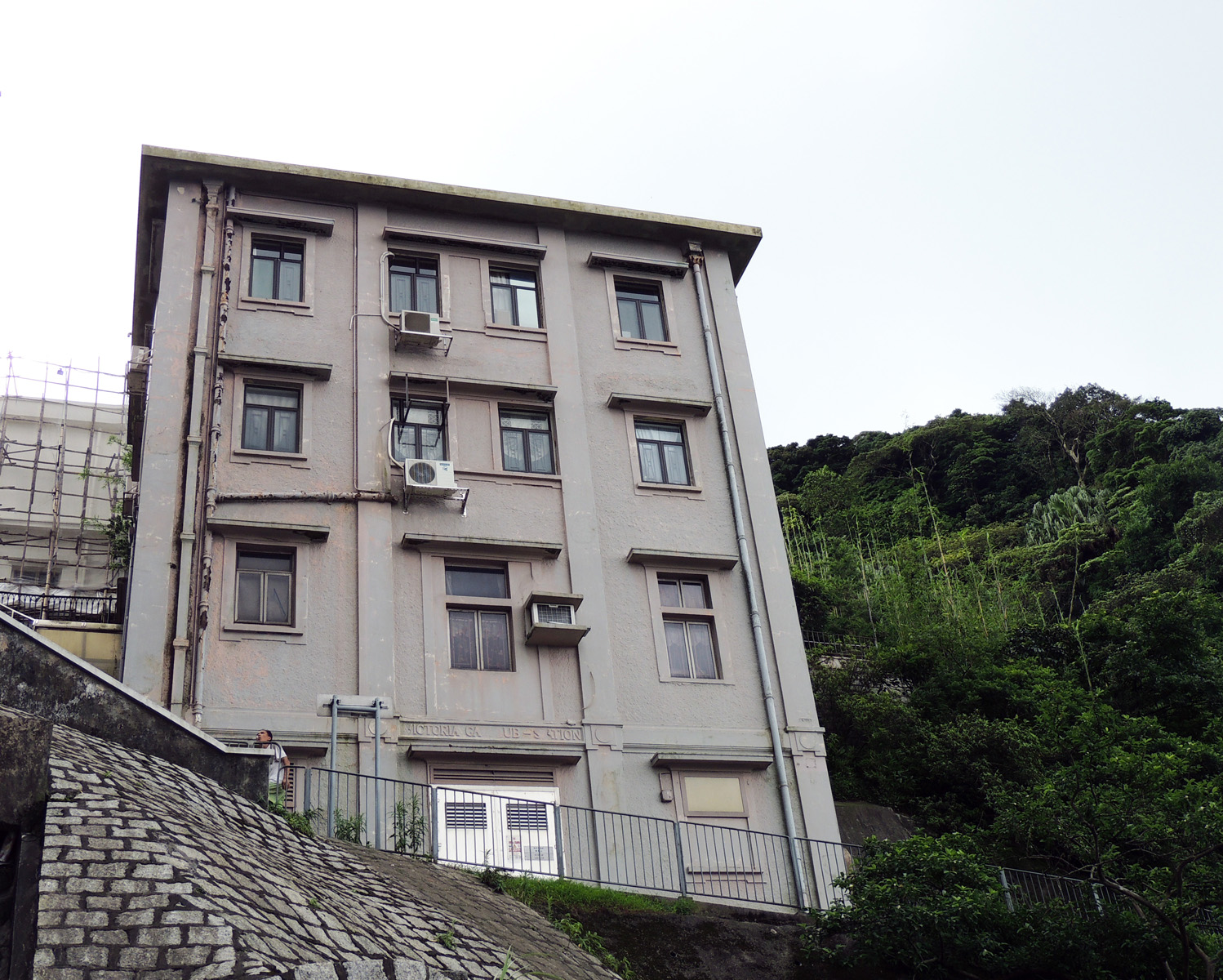
35 Lugard Road, poste électrique de Victoria Gap.

Si le Pic est une adresse prestigieuse, il y a peu de maisons le long de Lugard Road. Non conçue pour la circulation automobile, sa largeur est insuffisante pour le passage des voitures dans la plupart des endroits, rendant les maisons proches inaccessibles. De plus, les escarpements présentent des défis pour la construction. Il y a eu une controverse lorsqu'un permis de construire a été déposé (et accordé) pour convertir l'une des propriétés le long de celle-ci en un hôtel de luxe en 2013.

### Patrimoine bâti
- 1 Lugard Road, le bureau du Peak Tram construit vers 1927 comme atelier, avec un étage supplémentaire ajouté en 1953, sert maintenant de bureaux pour la Peak Tramways Company. Il a une forme très inhabituelle qui peut être décrite comme une pointe de flèche[17]. Il est classé comme un bâtiment historique de rang III en 2010[18].
- 26 Lugard Road. Les archives de Hong Kong montrent qu'une habitation a été construite vers 1890 sur le lot de construction rurale 52. La maison a été vendue en 1899 à Joseph Charles Hoare, alors évêque de Victoria (en), pour 34 000 HK$. La propriété, ainsi nommée « Bishop's Lodge », appartenait à Hoare et passa à sa femme après sa noyade dans un typhon en 1906[19]. En 1917, la propriété est vendue pour 20 830 HK$ à Robert Hotung, qui céda le bail à la Couronne en juin 1950, processus typique d'échange contre d'autres terres[20].
- 27 Lugard Road. La plus ancienne maison de Lugard Road est une résidence privée de deux étages située au no 27, conçue par Palmer and Turner et construite en 1914[16]. Elle a reçu le statut de bâtiment historique de rang II par le conseil consultatif des antiquités en septembre 2013[21],[22],[23]. Le manoir colonial néo-classique est conçu par Lennox Godfrey Bird (en) et possédé par son frère Herbert (en) jusqu'à ce qu'il soit vendu à Taikoo Dockyard & Engineering Co. en 1930 et utilisé comme résidence pour leur personnel[16]. Butterfield & Swire, successeur de Taikoo Dockyard, transforme la maison en une messe pour le personnel[16]. En septembre 2012, la propriété est acquise pour 384 millions HK$ par Ashley Pacific, une société qui possède et gère également le Butterfly Hotel and Serviced Apartment Group. Les nouveaux propriétaires déposent une demande auprès du conseil d'urbanisme pour transformer la propriété en un hôtel de charme haut de gamme[24]. Ils proposent d'agrandir la propriété de 880 m² en construisant deux villas supplémentaires de deux à trois étages chacune, soit un total de 17 unités locatives[23] avec une superficie de plus de 1 100 m²[25]. En dépit d'une vive objection des groupes locaux et du conseil de district, le conseil d'urbanisme approuve le plan[24],[26].
- 28 Lugard Road est un bungalow à toit en pente construit par Lennox Bird en 1924. Il appartenait et était occupé par Bird jusqu'à la guerre, après quoi il a été vendu[16].
- 35 Lugard Road, poste électrique de Victoria Gap, a été construit en 1928 par la Hongkong Electric Company (en) pour distribuer l'électricité à différentes zones peuplées et servir de quartiers pour ses ingénieurs[27]. Le bâtiment néo-géorgien de 4 étages fonctionne toujours comme résidence du personnel et comme sous-station électrique pour la localité. L'usine est située au rez-de-chaussée, tandis qu'il y a un appartement sur chacun des niveaux restants[28]. C'est un bâtiment historique de rang III depuis 2010[18].

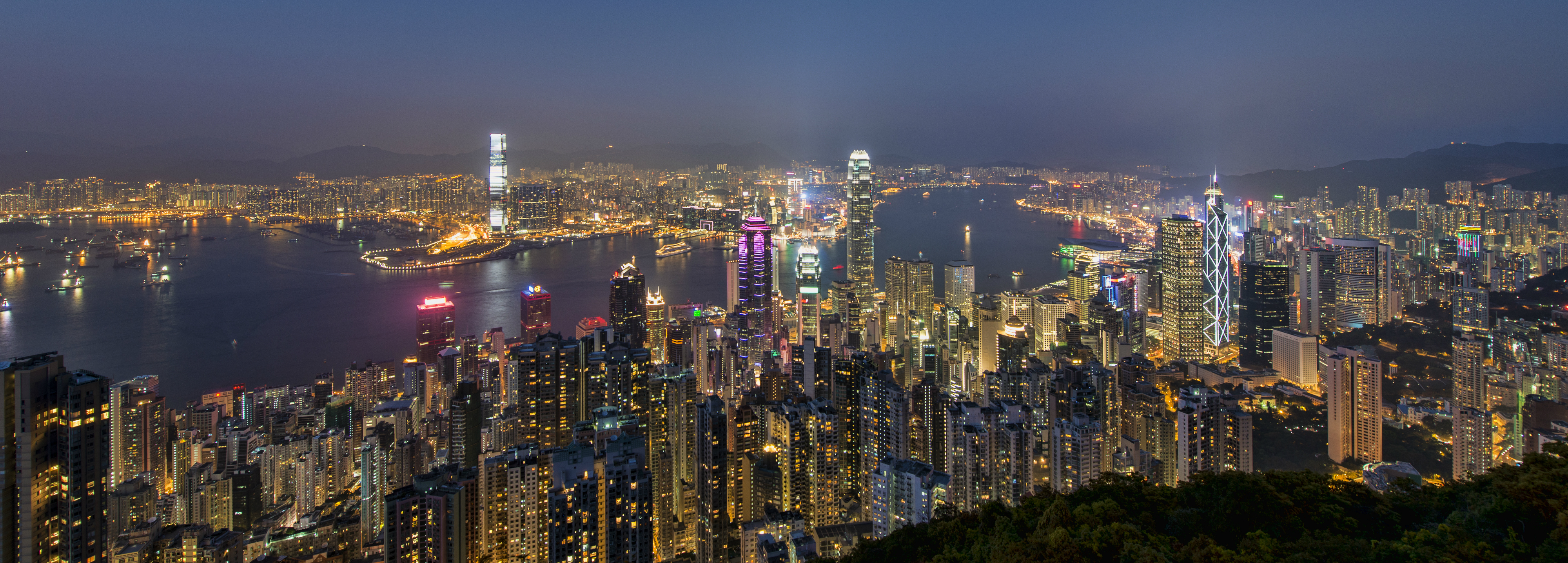
Vue panoramique sur Hong Kong depuis Lugard Road.